# Старая башня Балтимора
Старая башня Балтимора или Феникс Шот-Тауэр (англ. Phoenix Shot Tower) — сооружение в неороманском стиле, расположенное в Балтиморе, штат Мэрилэнд. Высота башни 71,4 метра.
До 1846 года была самым высоким зданием в США, а до 1875 года в Балтиморе.

## История
Была построена в 1828 году для производства дроби по методу Уильяма Уатта. 
Первоначально башней  владела компания Merchants' Shot Tower, но в 1898 году она закрылась. В 1921 году сооружение было куплено Union Oil Company, которая собиралась снести постройку, но против была  общественность города.  На собранные горожанами средства, Шот-Тауэр была выкуплена и подарена Балтимору.
В 1973 году башня была внесена в Национальный реестр исторических  мест.